# Gabriel Edoe Kumordji
Gabriel Edoe Kumordji SVD (* 24. März 1956 in Accra) ist ein ghanaischer Ordensgeistlicher und römisch-katholischer Bischof von Keta-Akatsi.

## Leben
Gabriel Edoe Kumordji trat der Ordensgemeinschaft der Steyler Missionare bei, legte die Profess am 8. Dezember 1980 ab und empfing am 14. Juli 1985 die Priesterweihe.
Papst Benedikt XVI. ernannte ihn am 12. Juni 2007 zum Apostolischen Präfekten von Donkorkrom. Mit der Erhebung zum Apostolisches Vikariat am 19. Januar 2010 wurde er zum Apostolischen Vikar von Donkorkrom und Titularbischof von Ita ernannt. Der Apostolische Nuntius in Ghana, Erzbischof Léon Kalenga Badikebele, spendete ihm am 17. April desselben Jahres die Bischofsweihe; Mitkonsekratoren waren Gabriel Charles Palmer-Buckle, Erzbischof von Accra, und Vincent Boi-Nai, Bischof von Yendi.
Am 16. März 2017 ernannte ihn Papst Franziskus zum Bischof von Keta-Akatsi. Die Amtseinführung fand am 13. Mai desselben Jahres statt.